# Малодушие
Малоду́шие — слабость характера, часто выраженная в трусости, мелкой зависти и непроизвольной агрессии. 
Философ Фома Аквинский считал малодушие (pusillanimitas) грехом, поскольку хотя оно и противоположно греху гордыни, однако нарушает принцип умеренности и добродетели середины. Критикой малодушия Фома Аквинский считает евангельскую притчу о закопавшем свой талант в землю рабе. Малодушие противостоит добродетели величавости и великодушия (magnanimitati). Негативным проявлением малодушия является неспособность совершить какое-либо требуемое действие.

## Деятельность человека и воля
Малодушие часто проистекает из-за недостатка силы воли и уверенности в себе. В отличие от депрессии, малодушие — это черта характера, а не временное состояние психики человека.
В пубертатный период, особенно у подростков мужского пола, борьба за доминирование в группе и утверждение своего Эго начинает носить явно агрессивный характер. На фоне этой борьбы у ряда подростков вырабатывается защитная реакция, выраженная в подчинении со следами скрытой агрессии. Эта защита впоследствии и приводит к развитию малодушия — боязни открытого конфликта и действиям исподтишка.
Во взрослом периоде малодушие чаще всего носит негативную окраску. Может перерасти в разновидность хитрости.

## Психика, состояние ЦНС
Крайние формы проявления слабоволия носят патологический характер (см. Абулия).